# Karol Ogórek
Karol Ogórek (ur. 1878 w Szarleju) – polski adwokat, notariusz, działacz polityczny. 

## Życiorys
Urodził się w 1878 w Szarleju. Był doktorem praw, pracował jako adwokat i notariusz w Rybniku. W 1925 przeniesiony do Katowic.
Był działaczem Oberschlesische Volkspartei (Górnośląska Partia Ludowa), której był założycielem i prezesem w 1921. W okresie plebiscytu z 1921 była ona czołową w tym regionie.